# Edward Gardère
Pour les articles homonymes, voir Gardère.
Pour l’article ayant un titre homophone, voir Gardères.
Edward Gardère, né le 25 février 1909 à Gérardmer dans les Vosges et mort le 24 juillet 1997 à Buenos Aires, est un escrimeur français pratiquant le fleuret et le sabre, champion olympique aux Jeux de Los Angeles en 1932.

## Biographie

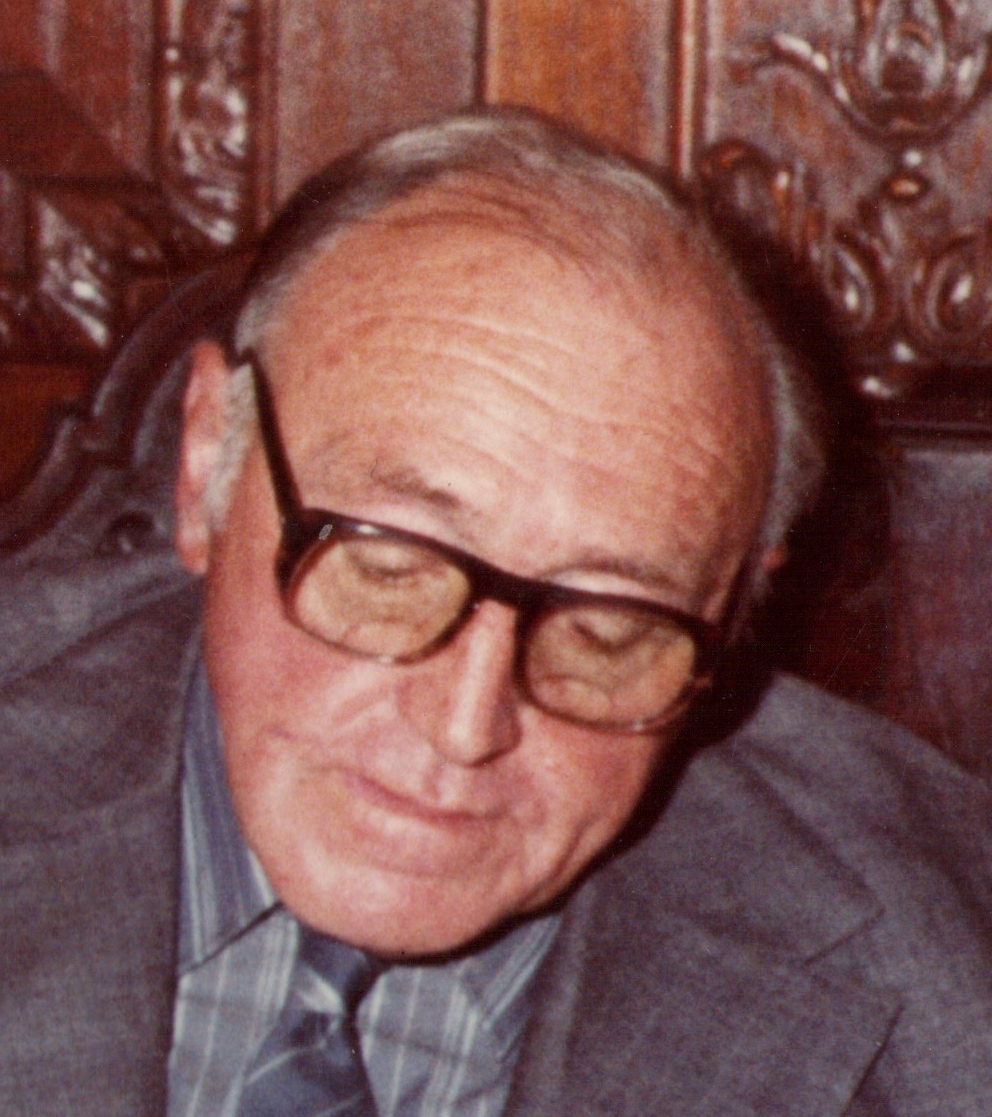
Maître Gardère au Club Francés de Buenos Aires, 1984.

Il remporte une médaille d’or lors des Jeux olympiques d'été de 1932 à Los Angeles et deux médailles d’argent lors des Jeux olympiques d'été de 1936 à Berlin.
Edward Gardère est dix fois champion de France individuel entre 1930 et 1944. Il détient toujours le record de victoires aux championnats de France de fleuret.
Il fait partie des Gloires du sport français.

### En Argentine
Une fois sa carrière de tireur terminée, il devient maître d'armes et ouvre sa salle d'armes à Paris. Avant, le Club Francés de Buenos Aires le charge en 1966 de créer une salle d'armes qu'il dirigera jusqu'à sa mort en 1997.
Il est le frère de l'escrimeur André Gardère, connu pour ses faits d'arme cinématographiques durant les années 1950 dans des films de cape et d'épées. En 1943, Edward Gardère fait une brève apparition dans le film Le Colonel Chabert, réalisé par René Le Hénaff.

## Palmarès
- Jeux olympiques[1] :
  - 1932 :  Médaille d'or au fleuret par équipes à Los Angeles ;
  - 1936 :  Médaille d'argent au fleuret individuel à Berlin ;
  - 1936 :  Médaille d'argent au fleuret par équipes à Berlin.
- Championnats du monde d'escrime :
  - 1937 :  Médaille d’Argent au fleuret individuel à Paris ;
  - 1937 :  Médaille d’Argent au fleuret par équipes à Paris ;
  - 1938 :  Médaille d’Argent au fleuret par équipes à Piestany ;
  - 1938 :  Médaille d’Argent au fleuret individuel à Piestany.
- Championnats de France d'escrime
  -  Champion de France au fleuret individuel en 1930, 1933/34/35/36/37, 1939, 1941/42/43 et 1944.

### Autres distinctions
- 1924 : Champion au fleuret de deuxième série ;
- 1925 : Champion au fleuret de l'U.R. de la Seine, en mai (licencié E.D.L.)[2] ;
- 1936 : Tournois international d'escrime de Monte Carlo en avril, avec son frère Edward (ainsi que Lemoine et Ch. Lion, face aux Italiens et à la Belgique)[3] ;
- 1936 : Challenge-défit 1re série de Banville, en décembre (le 2e est son frère André)[4].